# Русанов, Григорий Михайлович
Григо́рий Миха́йлович Руса́нов (14 апреля 1958, д. Горка, Вожегодский район, Вологодская область — 16 августа 2023, Москва) — советский и российский дартсмен, тренер. Обладатель Кубка СССР, чемпион России в миксте. Мастер спорта СССР по пулевой стрельбе, первый мастер спорта СССР по дартсу. Заслуженный тренер России.
Был известен как спортивный комментатор, считался «голосом российского дартса».

## Ранние годы
Первые четыре года прожил в родной деревне Горка. Затем вместе с родителями переехал в Тобольск, где учился до пятого класса. Потом отца перевели в Орловскую область. В 16 лет Русанов вместе с семьёй переехал  в Москву, где окончил школу и поступил в Московский инженерно-строительный институт.
Занимался пулевой стрельбой, выполнил норматив мастера спорта. После окончания института устроился работать в Дворец юношеского творчества, где учил детей стрелять.

## Дартс
В 1986 году узнал о дартсе. Произошло это случайно: однажды Русанову на глаза попался журнал «Англия», где была статья о дартсе.
— Я узнал, что в одной только Англии в дартс играют около семи миллионов человек! А соревнования и чемпионаты собирают до 100 тысяч участников. Естественно, при такой массовости сложились традиции и культура, и английский дартс появился на телевидении. Я был впечатлен! Подумал, какая классная игра, а мы даже не слышали о ней. Ну, я прочитал и живу дальше хорошей жизнью.
Увлёкся дартсом спустя три года, когда в его распоряжение попали мишени и дротики. Русанов стал учить дартсу детей, с которыми занимался пулевой стрельбой. Постепенно он сам научился играть.
В ноябре 1991 года завоевал Кубок СССР. В постсоветские годы создал клуб «Кентавр».
Приложил руку к успеху чемпионов России Романа Обухова, Владимира Лаврентьева, Николая Михалина и самого молодого чемпиона страны Сергея Кузнецова, победившего в 13 лет. Также под руководством Русанова занимались мастера спорта Максим Алдошин, Ксения Клочек и другие известные дартсмены.

## Работа комментатором
Прославился как спортивный комментатор, который работал на дартс-трансляциях на телеканале 7ТВ. Особенно известен его возглас «сто восемьдесят очков!». По его собственным словам, пришёл на телевидение случайно: руководители «Семёрки» планировали задействовать профессионального комментатора, но взяли Русанова после собеседования.

В своих репортажах комментатор поначалу делал акцент на технике броска и различных историях из мира дартса. Редакторы попросили его изменить ход комментария, озвучивая то, что происходит в матче. Корректировки пошли на пользу, а Русанов получил большую популярность благодаря своей яркой манере комментирования.
— Сам был в восторге от игр, которые видел в записи. На наших чемпионатах не было такого — 140, 180… Я приезжал комментировать самые знаменитые турниры, а таких было несколько в году. Я орал что-то от души, так как получал удовольствие от игры, которую я видел. Я горжусь этим своим опытом, я знаю, что многие пришли в дартс после тех репортажей, и что в России тогда значительно увеличились продажи дартс-инвентаря. Это хорошо, я рад, мне приятно!
Русанову предложили войти в штат 7ТВ на постоянной основе, но тот отказался. Спустя некоторое время телеканал прекратил своё существование.
Некоторое время комментировал дартс на «Евроспорте».

## Смерть
Вечером 16 августа 2023 года Русанов гулял в парке «Дубки» на севере Москвы, когда почувствовал себя плохо. Его обнаружили прохожие, которые вызвали скорую помощь. Прибывшие медики сделали всё возможное, однако лишь констатировали смерть. Причина — сердечно-сосудистая недостаточность.
По некоторым данным, Русанов возвращался домой после игры в волейбол, когда у него схватило сердце.

## Достижения

#### Личные
- Обладатель Кубка СССР (1991)
- Бронзовый призёр чемпионата России (1997)[15]
- Заслуженный тренер России (2003)

#### Микст
- Чемпион России (2006)